# Zosimus laevis
Zosimus laevis is een krabbensoort uit de familie van de Xanthidae. De wetenschappelijke naam van de soort is voor het eerst geldig gepubliceerd in 1852 door Dana.